# Dana Nanda
Dana Nanda ou Dhana Nanda, referido em fontes gregas como ou Agrames ou Xandrames, foi o oitavo e último imperador do Império Nanda, dinastia que se estendeu num período de tempo entre o ano de 424 a.C. e o ano 321 a.C. Governou até 321 a.C. Foi antecedido no trono por Caivarta e sucedido por Chandragupta Máuria, o primeiro imperador do Império Máuria.